# Chameli (film)
Chameli är en hindifilm som släpptes i Indien den 9 januari 2004. I huvudrollerna ses Kareena Kapoor och Rahul Bose och för regin svarar Sudhir Mishra. Filmen handlar om en prostituerad kvinna, spelad av Kareena Kapoor. 

## Skådespelare
- Kareena Kapoor som Chameli
- Rahul Bose som Aman Kapoor
- Rinke Khanna som Neha
- Yashpal Sharma som ACP K P Singh
- Satyajit Sharma som Police Inspector
- Makrand Deshpande som Taxi Driver